# Mononykus
Mononykus („Jeden dráp“) byl rod teropodního dinosaura, žijící na území dnešního Mongolska před 75 až 70 miliony let (v období svrchní křídy). Jeho fosilie byly objeveny v sedimentech souvrství Nemegt.

## Popis
Typický je pro celou skupinu alvarezsauridů jediný velký dráp na přední končetině, kterým si Mononykus pravděpodobně vytvářel otvory do termitišť (a byl tak nejspíš primárně hmyzožravý). Stejně jako blízce příbuzný rod Shuvuuia i Mononykus vykazoval celou řadu ptačích znaků (srostlé záprstní kosti, výstupek hrudní kosti). Patřil k nejmenším známým neptačím dinosaurům, s délkou pouze 0,9 až 1 metr a hmotností zhruba 3,5 až 4,7 kilogramu. Mononykus žil ve stejné době a prostředí jako Velociraptor, který ho možná příležitostně lovil.
Blízce příbuznými rody jsou například Parvicursor, Linhenykus nebo Trierarchuncus.

## V populární kultuře
Tento rod se také objevuje v jedné části cyklu Putování s dinosaury: Gigantičtí ještěři, s názvem Obří dráp. Je zde vyobrazen jako mírně opeřený tvor s jemným peřím.

### Česká literatura
- SOCHA, Vladimír (2021). Dinosauři – rekordy a zajímavosti. Nakladatelství Kazda, str. 73.